# Dương Tử Quỳnh
Dương Tử Quỳnh PSM (/ˈjoʊ/, phồn thể: 楊紫瓊; giản thể: 杨紫琼; YOH; tên quốc tế Michelle Yeoh, sinh ngày 6 tháng 8 năm 1962) là một nữ diễn viên người Malaysia. Sau khi đăng quang hoa hậu Malaysia vào năm 1983, bà tham gia diễn xuất với các phim Hồi ức của một Geisha, Ngọa hổ tàng long, Phong Vân 2, Hoắc Nguyên Giáp, Xác ướp 3: Lăng mộ Tần Vương, Con nhà siêu giàu châu Á và Giáng sinh năm ấy.  
Năm 2021, bà tạo tiếng vang với bộ phim giả tưởng Shang-Chi và huyền thoại Thập Luân, sau đó là sê-ri thành công trên Netflix mang tên The Witcher: Blood Origin (2022). Trong năm 2022, bà nhận vai chính trong Cuộc chiến đa vũ trụ và vinh dự được trao Giải Quả cầu vàng cho nữ diễn viên chính xuất sắc nhất và giải Oscar cho nữ diễn viên chính xuất sắc nhất, trở thành nữ diễn viên gốc Á đầu tiên và nữ diễn viên da màu thứ hai trong lịch sử chiến thắng giải thưởng danh giá này.

## Cuộc đời và sự nghiệp
Dương Tử Quỳnh sinh ra tại Ipoh, Perak, trong gia đình người Malaysia gốc Hoa đến từ Phúc Kiến. Cha của bà là một luật sư nên bà thông thạo tiếng Anh và tiếng Malaysia hơn tiếng Quan thoại. Năm lên 4 tuổi, Dương Tử Quỳnh đã được đi học múa ballet và bơi lội. Đến năm 15 tuổi, Dương Tử Quỳnh đến Anh và nhận bằng cử nhân nghệ thuật tại Viện múa Hoàng gia Anh. Do bị tai nạn ở bàn chân, nên bà chuyển sang lĩnh vực khác chính là học diễn xuất.
Năm 1983, Dương Tử Quỳnh trở về Malaysia, mẹ bà bí mật đăng ký cho con mình tham gia cuộc thi Hoa hậu Malaysia. Bà đã đoạt vương miện Hoa hậu Malaysia một cách thuyết phục. Cùng năm đó, Dương Tử Quỳnh đoạt luôn giải Hoa hậu Mooba ở Melbourne, Úc. Năm 1984, Dương Tử Quỳnh được mời đến Hồng Kông để quay phim quảng cáo cho một hãng đồng hồ cùng với ngôi sao hành động nổi tiếng Thành Long.
Năm 1985, Dương Tử Quỳnh ký một hợp đồng đóng phim với hãng D&B Films và xuất hiện trong bộ phim hành động hài đầu tay của mình The Owl vs. Bumbo (1984). Để có được vai chính trong bộ phim Yes, Madam (1985), bà đã phải trải qua một khóa huấn luyện khá gai góc để thử sức mình ở thể loại phim hành động. Và bộ phim Yes, Madam được xem là đột phá đầu tiên của bà. Từ đó, bà được nhiều người hâm mộ và nhanh chóng trở thành nữ diễn viên hành động số 1 của châu Á. Năm 1987, Dương Tử Quỳnh đóng trong bộ phim Easy Money.
Dương Tử Quỳnh được mời đóng bộ phim Police Story 3 (1992), đánh dấu sự trở lại vinh quang sau một thời gian tưởng chừng như cô bỏ hẳn nghề. Dương Tử Quỳnh vẫn luôn tự đóng những pha nguy hiểm rất xuất sắc, Thành Long vẫn thường luôn khen ngợi cô về hành động này. Bộ phim được trình chiếu ở Hoa Kỳ, Dương Tử Quỳnh đổi nghệ danh từ Michelle Yeoh thành Michelle Khan.
Năm 1992, Dương Tử Quỳnh đã phá kỷ lục về thù lao cao nhất dành cho nữ diễn viên trong lịch sử điện ảnh Hồng Kông với bộ phim Police Story 3, bà diễn chung với Thành Long. Đây là bộ phim đạt được doanh thu cao nhất châu Á vào năm đó và Dương Tử Quỳnh tiếp tục khẳng định mình trong các bộ phim thành công khác như The Heroic Trio (1992), Butterfly Sword (1993), Project S (1993), Wing Chun (1994)...
Dương Tử Quỳnh được làm việc với các đạo diễn tài năng trong lĩnh vực điện ảnh Hồng Kông như Đường Quý Lễ, Hồng Kim Bảo, diễn viên Lý Liên Kiệt... Sau đó, Dương Tử Quỳnh thử thách mình trong lĩnh vực phim tâm lý xã hội với các vai diễn trong bộ phim Ah Kam (1996) của đạo diễn Hứa An và Chị em nhà họ Tống (1997).
Bộ phim Chị em nhà họ Tống đã đem về cho Dương Tử Quỳnh giải Kim Tượng vai nữ phụ xuất sắc nhất tại lễ trao giải điện ảnh Kim Tượng Hồng Kông. Nhưng đến năm 1997, Dương Tử Quỳnh mới thật sự tỏa sáng và được biết đến ở Hoa Kỳ. Đó là năm bà tham gia trong bộ phim Tomorrow Never Dies (1997), xuất hiện bên cạnh nam diễn viên Pierce Brosnan.
Dương Tử Quỳnh từng là một trong những người đẹp nhất thế giới do tạp chí People (Hoa Kỳ) bình chọn năm 1997.
Đến năm 2000, Dương Tử Quỳnh đã xuất hiện xuất sắc trong bộ phim nổi tiếng Ngọa hổ tàng long của đạo diễn Đài Loan Lý An, cùng với các diễn viên Hồng Kông, Trung Quốc như Châu Nhuận Phát, Trương Chấn, Chương Tử Di...
Trong quá trình đóng phim, Dương Tử Quỳnh bị rất nhiều chấn thương gân, cơ và xương (may mắn là cô không bị gãy xương). Có lẽ vì thế mà không có công ty nào ở Hồng Kông chịu làm bảo hiểm cho bà. Nổi tiếng tại Hoa Kỳ với tên Michelle Khan, nhưng lại có tin đồn bà phải lòng một người Hoa Kỳ tên Khan, để tránh trùng tên người yêu thế là bà quyết định lấy lại tên cũ là Michelle Yeoh.
Ngoài việc đóng phim, Dương Tử Quỳnh còn tham gia nhiều tổ chức từ thiện như Quỹ chống ung thư ở Hồng Kông và Quỹ từ thiện AIDS. Hiện nay, bà tự sản xuất một số phim của chính mình thông qua hãng phim Mythical Films do bà hợp tác với công ty Media Asia trụ sở ở Hồng Kông thành lập. Bộ phim The Touch (2002) chính là bộ phim đầu tay của bà thực hiện cho hãng.
Năm 2005, Dương Tử Quỳnh lại một lần nữa tái ngộ đàn em Chương Tử Di trong bộ phim Hồi ức của một geisha được xây dựng dựa trên cuốn tiểu thuyết cùng tên.
Ngày 3 tháng 10 năm 2007, bà có mặt tại đại sứ quán Pháp ở Kuala Lumpur, quê hương bà, để đón nhận Bắc đẩu bội tinh - huân chương cao quý nhất của nhà nước Pháp. Khi nhận Bắc đẩu bội tinh, cô mặc một chiếc đầm dài của Cavalli đính kim cương, đã rất xúc động: "Tôi rất hạnh phúc và cảm động. Tôi chỉ là một cô gái thành thị nhỏ bé và đã biến giấc mơ "hoa lệ" của mình trở thành hiện thực".
Tháng 3 năm 2008, Dương Tử Quỳnh tới Việt Nam theo lời mời của Quỹ phòng chống thương vong châu Á (AIPF), tuyên truyền cho chiến dịch kêu gọi đội mũ bảo hiểm, đặc biệt là trẻ em.
Năm 2008, một năm Dương Tử Quỳnh tham gia 3 bộ phim Hollywood với vai quý bà Vương trong Trẻ em ở Hoàng Thạch, tiếp đó là vai phù thủy Zi Yuan trong The Mummy: Tomb of the Dragon Emperor và vai nữ tu sĩ Rebecca trong Babylon A.D.
Năm 2009, nữ diễn viên Dương Tử Quỳnh là ngôi sao gốc Hoa duy nhất được chọn vào danh sách 35 người đẹp trên màn bạc mọi thời đại của tạp chí People (Hoa Kỳ).
Năm 2010, sau một thời gian tạm ngừng đóng phim, bà trở lại tham gia bộ phim chào đón năm mới Tô Khất Nhi. Trong phim, bà đóng vai một người có võ công cao cường, nhưng lại ẩn cư trên núi, sống bằng nghề hái thuốc.
Tại lễ trao giải Quả Cầu Vàng lần 80 ngày 11 tháng 1 năm 2023, Dương Tử Quỳnh lần đầu tiên thắng giải "Nữ diễn viên chính xuất sắc" ở mảng phim điện ảnh hài/nhạc kịch, với vai nữ chính trong phim Cuộc chiến đa vũ trụ. Bà cũng thắng hạng mục này tại giải Oscar lần thứ 95.

## Cuộc sống tình cảm
Năm 1983, Dương Tử Quỳnh đoạt danh hiệu Hoa hậu Malaysia và đại diện quốc gia tham gia cuộc thi Hoa hậu Thế giới nhưng không lọt Top 15 chung cuộc. Sau cuộc thi này, bà đã quen được đại gia kim hoàn nổi tiếng Hồng Kông Phan Địch Sinh, chủ một công ty thời trang giàu có. Năm 1988, Dương Tử Quỳnh kết hôn với Phan Địch Sinh khi sự nghiệp của bà vừa phát triển rực rỡ. Tuy nhiên do tính cách không hợp nhau, cuộc sống hạnh phúc giữa hai người chỉ kéo dài được ba năm rồi tan vỡ.
Báo chí nước ngoài từng đưa tin rằng Oliver Stone đã rất tích cực theo đuổi cô suốt một thời gian dài, song Dương Tử Quỳnh vẫn ra sức phủ nhận về mối quan hệ ấy.
Năm 1994, sau khi Dương Tử Quỳnh phát triển sự nghiệp ở Hollywood, bà quen với Dương Bỉnh Lương – Chủ tịch hội đồng quản trị công ty thời trang Cảnh Phúc (Hồng Kông). Mối tình đẹp giữa họ lại tiếp tục kéo dài ba năm.
Năm 1999, Dương Tử Quỳnh chủ động tuyên bố đã đính hôn với Á Luân (bác sĩ khoa tim gốc Hoa quốc tịch Hoa Kỳ), thế nhưng họ đã chia tay một năm sau đó.
Sau khi đổ vỡ với Á Luân, Dương Tử Quỳnh đã được Thành Long giới thiệu với Chung Tái Tư – ông chủ một công ty điện ảnh giải trí, có địa vị lớn trong xã hội Hồng Kông. Tuy nhiên mối tình này cũng không kéo dài được lâu.
Sau ba năm hẹn hò cùng Jean Todt – Giám đốc đội đua Scuderia Ferrari, bà chấp nhận đính hôn với người đàn ông hơn bà tới 16 tuổi này từ năm 2006. Năm 2023, cả hai chính thức kết hôn.

## Sự nghiệp diễn xuất

### Điện ảnh
| Năm  | Tựa Phim                                 | Vai Diễn                           | Ghi Chú          |
| ---- | ---------------------------------------- | ---------------------------------- | ---------------- |
| 1984 | The Owl vs Bombo                         | Miss Yeung                         |                  |
| 1985 | Twinkle, Twinkle, Lucky Stars            | Judo instructor                    | Khách mời        |
| 1985 | Yes, Madam                               | Inspector Ng                       | [ 12 ]           |
| 1986 | Royal Warriors                           | Inspector Michelle Yip             |                  |
| 1987 | Magnificent Warriors                     | Fok Ming-Ming                      |                  |
| 1987 | Easy Money                               | Michelle Yeung Ling (Ning)         |                  |
| 1992 | Câu chuyện cảnh sát 3: Siêu cảnh sát     | Jessica Dương Chỉ Huê              |                  |
| 1993 | Đông phương tam hiệp                     | Tâm Tĩnh/Trần San/Thanh Thanh      |                  |
| 1993 | Butterfly and Sword                      | Lady Ko                            |                  |
| 1993 | Executioners                             | Ching/San/Carol                    |                  |
| 1993 | Holy Weapon                              | Ching Sze / To Col Ching           |                  |
| 1993 | Supercop 2                               | Inspector "Jessica" Yang Chien-Hua |                  |
| 1993 | Tai Chi Master                           | Siu Lin/Qiu Xue ("Autumn Snow")    |                  |
| 1994 | Shaolin Popey 2 – Messy Temple           | Ah King                            |                  |
| 1994 | Wonder Seven                             | Fong Ying                          |                  |
| 1994 | Wing Chun                                | Yim Wing-Chun                      |                  |
| 1996 | The Stunt Woman                          | Ah Kam                             |                  |
| 1997 | Chị em nhà họ Tống                       | Soong Ai-ling                      |                  |
| 1997 | Tomorrow Never Dies                      | Wai Lin                            | Ra mắt Hollywood |
| 1999 | Moonlight Express                        | Sis Michelle                       |                  |
| 2000 | Ngoạ hổ tàng long                        | Du Tú Liên                         |                  |
| 2002 | The Touch                                | Pak Yin Fay                        |                  |
| 2004 | Silver Hawk                              | Lulu Wong/The Silver Hawk          | Nhà sản xuất     |
| 2005 | Hồi ức của một geisha                    | Mameha                             |                  |
| 2006 | Hoắc Nguyên Giáp                         | Cô Dương                           |                  |
| 2007 | Sunshine                                 | Corazon                            |                  |
| 2007 | Far North                                | Saiva                              |                  |
| 2008 | The Children of Huang Shi                | Mrs. Wang                          | [ 13 ]           |
| 2008 | Babylon A.D.                             | Sister Rebeka                      | [ 14 ]           |
| 2008 | Xác ướp 3: Lăng mộ Tần Vương             | Tử Viên                            | [ 15 ]           |
| 2010 | Mãnh hổ Tô Khất Nhi                      | Sister Yu                          | [ 16 ]           |
| 2010 | Reign of Assassins                       | Zeng Jing / Drizzle                | [ 17 ]           |
| 2011 | Kung Fu Panda 2                          | Soothsayer                         | Lồng tiếng       |
| 2011 | The Lady                                 | Aung San Suu Kyi                   |                  |
| 2013 | Final Recipe                             | Julia Lee                          |                  |
| 2016 | Ngoạ hổ tàng long 2                      | Du Tú Liên                         |                  |
| 2016 | Mechanic: Resurrection                   | Mei                                |                  |
| 2016 | Morgan                                   | Dr. Lui Cheng                      |                  |
| 2017 | Vệ binh dải Ngân Hà 2                    | Aleta Ogord                        | Khách mời        |
| 2018 | Con nhà siêu giàu châu Á                 | Eleanor Young                      |                  |
| 2018 | Diệp Vấn ngoại truyện: Trương Thiên Chí  | Tào Ngạn Quân                      |                  |
| 2019 | Giáng sinh năm ấy                        | Santa                              |                  |
| 2021 | Boss Level                               | Dai Feng                           |                  |
| 2021 | Gunpowder Milkshake                      | Florence                           |                  |
| 2021 | Shang-Chi và huyền thoại Thập Luân       | Ứng Nam                            |                  |
| 2022 | Cuộc chiến đa vũ trụ                     | Evelyn Wang                        |                  |
| 2022 | Minions: Sự trỗi dậy của Gru             | Master Chow                        | Lồng tiếng       |
| 2022 | Môn phái võ mèo: Huyền thoại một chú chó | Yuki                               | Lồng tiếng       |
| 2022 | The School for Good and Evil             | Professor Emma Anemone             |                  |
| 2023 | Transformers: Quái thú trỗi dậy          | Airazor                            | Lồng tiếng       |
| 2023 | Án mạng ở Venice                         | Joyce Reynolds                     |                  |
| 2024 | The Tiger's Apprentice                   | Mrs. Lee                           |                  |
| 2024 | Wicked                                   | Madame Morrible                    |                  |
| 2025 | Avatar 3                                 | Dr. Karina Mogue                   | Chưa phát hành   |
| 2025 | Wicked: Part Two                         | Madame Morrible                    | Chưa phát hành   |
| 2029 | Avatar 4                                 | Dr. Karina Mogue                   | Chưa phát hành   |

### Truyền hình
- Strike Back: Legacy (2015)
- Marco Polo (2016)
- Star Trek: Discovery (2017–)
- Star Trek: Short Treks (2018)
- Star Trek: Section 31 (TBA)
- American Born Chinese